# André Corvington
Marie Charles André Corvington (* 19. November 1877 in Les Cayes; † 13. Dezember 1918 in Rheims, Frankreich) war ein haitianischer Fechter.

## Biografie
André Corvington, der in Paris Medizin studierte, nahm an den Olympischen Sommerspielen 1900 in Paris als einer von zwei Athleten aus Haiti teil. Er trat im Florettfechten an.
Er heiratete Marguerite Louise Chamerois und trat dem 141e régiment d’infanterie bei. Während des Ersten Weltkriegs war er als Sanitätsoffizier tätig und starb 1918.